# Keegan O’Toole

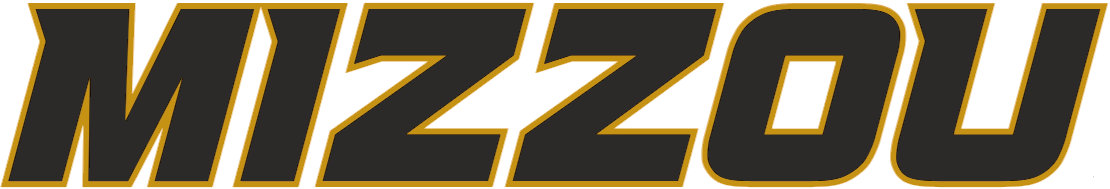
Missouri Tigers

Keegan Daniel O’Toole (ur. 9 maja 2001) – amerykański zapaśnik walczący w stylu wolnym.
Pierwszy na MŚ U-23 w 2023. Mistrz świata juniorów w 2021 roku.
Zawodnik Arrowhead High School z Merton i University of Missouri. Pięć razy All-American w NCAA Division I (2021-2025). Pierwszy w 2022 i 2023; drugi w 2025; trzeci w 2021 i 2024 roku.